# Neosciadella inflexa
Neosciadella inflexa är en skalbaggsart. Neosciadella inflexa ingår i släktet Neosciadella och familjen långhorningar.

## Underarter
Arten delas in i följande underarter:
- N. i. inflexa
- N. i. subopaqua